# قائمة المنارات في قطر
هذه قائمة بالمنارات في قطر.

## المنارات
| الاسم                 | الصورة | العام | الموقع و الإحداثيات                                            | فئة المنارة   | الارتفاع البؤري  | رقم وكالة الاستخبارات الجغرافية المكانية الوطنية | رقم المكتب الهيدروغرافي في المملكة المتحدة | المدى ميل بحري        |
| --------------------- | ------ | ----- | -------------------------------------------------------------- | ------------- | ---------------- | ------------------------------------------------ | ------------------------------------------ | --------------------- |
| منارة حالة أم الخيفان |        | -     | بحر الدوحة 25°09′06.0″N 51°57′36.0″E / 25.151667°N 51.960000°E | Fl (2) W 20s. | 13 متر (43 قدم)  | 29912                                            | D7382                                      | 18                    |
| منارة جزيرة حالول     | الصورة | -     | حالول 25°40′25.2″N 52°24′32.9″E / 25.673667°N 52.409139°E      | Fl WR 12s.    | 67 متر (220 قدم) | 29816                                            | D7378                                      | الأبيض: 19 الأحمر: 9  |
| منارة الدوحة          |        | -     | بحر الدوحة 25°16′24.0″N 51°45′06.0″E / 25.273333°N 51.751667°E | Mo (D) W 12s. | 6 متر (20 قدم)   | 29892                                            | D7389                                      | 8                     |
| منارة راس المطبخ      | الصورة | n/a   | الخور 25°40′49.3″N 51°34′48.8″E / 25.680361°N 51.580222°E      | Fl WR 5s.     | 17 متر (56 قدم)  | 29812                                            | D7393                                      | الأبيض: 21 الأحمر: 18 |
| منارة راس أم الحصى    | الصورة | -     | الغارية 26°06′03.0″N 51°21′38.5″E / 26.100833°N 51.360694°E    | V Q (3) W 5s. | 12 متر (39 قدم)  | 29794                                            | D7394.5                                    | 10                    |